# Партизани (ТВ серија)
Партизани је југословенска телевизијска серија снимљена 1974. године. Постоји и истоимени филм.

## Епизоде
| Сезона | Епизода | Назив | Датум |
| ------ | ------- | ----- | ----- |
| 1      | 1       | /     | 1974  |
| 1      | 2       | /     | 1974  |

## Улоге
| Глумац                   | Улога                                                 |
| ------------------------ | ----------------------------------------------------- |
| Петер Карстен            | Пуковник Хенке (2 еп. 1974)                           |
| Драгомир Чумић           | Иван (2 еп. 1974)                                     |
| Драгомир Фелба           | Чича (2 еп. 1974)                                     |
| Цане Фирауновић          | поручник Шулeр (2 еп. 1974)                           |
| Јован Јанићијевић Бурдуш | Мaчeк (2 еп. 1974)                                    |
| Бриони Фарел             | Анa Клaјц (2 еп. 1974)                                |
| Оливера Катарина         | Мила (2 еп. 1974)                                     |
| Бранко Плеша             | генерал Штајгер (2 еп. 1974)                          |
| Маринко Шебез            | Селе (2 еп. 1974)                                     |
| Род Тејлор               | Марко (2 еп. 1974)                                    |
| Јанез Врховец            | Пуковник Хофман, немачки командант Шапца (2 еп. 1974) |
| Павле Вуисић             | (2 еп. 1974)                                          |
| Гизела Вуковић           | Учитeљицa (2 еп. 1974)                                |
| Адам Вест                | Курт Кeлeр (2 еп. 1974)                               |
| Велимир Бата Живојиновић | Брка (2 еп. 1974)                                     |
| Славољуб Плавшић Звонце  | Нeмaц (2 еп. 1974)                                    |

Комплетна ТВ екипа ▼
| Редитељ              | Столе Јанковић          | (2 еп. 1974)          |
| Сценариста           | Столе Јанковић          | (2 еп. 1974)          |
| Композитор           | Војкан Борисављевић     | (2 еп. 1974)          |
| Директор фотографије | Божидар Милетић         | (2 еп. 1974)          |
| Монтажер             | Иванка Вукасовић        | (2 еп. 1974)          |
| Сценограф            | Владислав Ласић         | (2 еп. 1974)          |
| Костимограф          | Дивна Јовановић         | (2 еп. 1974)          |
| Каскадери            | Славољуб Плавшић Звонце | каскадер (2 еп. 1974) |